# Balcarce (Buenos Aires)
Balcarce é uma cidade do Partido de Balcarce na Província de Buenos Aires, na Argentina. Sua população estimada em 2001 era de 35.150 habitantes.
É conhecida por ser o local de nascimento do pentacampeão mundial de Fórmula 1 Juan Manuel Fangio.